# Citroník ježatý
Citroník ježatý (Citrus hystrix), v gastronomii známý pod názvy limeta kaffirová, mauricijská papeda a kafrová limeta je druh dřeviny z rodu citrusů, používaný jako léčivá rostlina, jako koření a jako zdroj silice při výrobě voňavek.
Je to velký keř či malý strom vysoký 2–11 metrů, s trnitými větvemi. Listy jsou aromatické a mají široce křídlaté řapíky. Plody jsou hesperidia, v plné zralosti žlutá, o průměru zhruba 4 cm, s charakteristicky hrbolatým povrchem.
Původně pochází z tropické jihovýchodní Asie, především z Malajského poloostrova. Z hospodářských důvodů je pěstován i v oblasti Karibiku, kam si jej přivezli přistěhovalci. Je totiž součástí tradiční thajské, kambodžské, vietnamské, indonéské, kreolské, malajské, bengálské a jihoindické kuchyně. Patří mezi běžné přísady červeného kari.
Jeho hlavní a charakteristickou aromatickou složkou je aldehyd citronellal. Kromě něj obsahuje v menším množství citronellol, nerol a limonen.